# George Pimentel
George Claude Pimentel (2 mai 1922 – 18 juin 1989) est un physicien américain, inventeur du laser chimique. Il met au point la technique de séparation de matrice solide en chimie des basses températures. En chimie théorique, il introduit la notion de liaison à trois centres et quatre électrons, qui est encore en 2020 reconnue comme le modèle le plus élémentaire de molécules hypervalentes. À la fin des années 1960, Pimentel dirige l'équipe d'UCLA qui conçoit le spectromètre infrarouge des missions Mariner 6 et 7, avec lequel il est possible d'analyser la surface et l'atmosphère de Mars.

## Biographie
Étudiant d'UCLA (licencié ès sciences en 1943) puis de Berkeley (thèse de doctorat en 1949), Pimentel enseigne dans cette dernière université à partir de 1949, et y demeure, hormis un poste à la National Science Foundation sous l'administration Carter, jusqu'à sa disparition d'un cancer de l'intestin en 1989,.
En 1961, John Polanyi a, le premier, émis l'idée de réaliser un pompage chimique par mise en résonance de molécules. Il envisage pour cela quatre réactions possibles, dont l'une est la réaction de l'hydrogène sur du chlore. Munis d'un spectromètre infrarouge, Jérôme Kasper et Pimentel découvrent les éclairs infrarouges produits par photodissociation d'iode, source du premier laser chimique. En septembre 1964, ils annoncent leur découverte lors de la première conférence consacrée aux lasers chimiques ; mais on connaissait déjà alors cent réactions chimiques (dont soixante réactions de photodissociation) capables de produire une source de rayonnement laser. Mais au symposium de San Diego, un seul laser est reconnu comme véritablement opérationnel : celui fondé sur la photodissociation de l'iode. En 1965, Kasper et Pimentel découvrent le rayonnement laser du gaz chlorhydrique émis dans l'explosion de H2 dans du chlore. Après la découverte du rayonnement infrarouge émis dans la synthèse fluorhydrique en 1967, le laboratoire de Pimentel multiplie le nombre de lasers chimiques. Ainsi, c'est Pimentel et son équipe qui transforment les premiers l'énergie photochimique par excitation vibratoire en rayonnement laser.
En 1966, alors que les recherches sur les lasers chimiques sont en vogue, Pimentel est élu à l’Académie nationale des sciences puis, en 1968, à l’Académie américaine des arts et des sciences. Il est ensuite élu membre honoraire de l’American Philosophical Society (1985), de la Royal Chemical Society (Royaume-Uni, 1987), et du Royal Institute of Great Britain (1989).

## Voir également
- Jeanne Pimentel, « George C. Pimentel Website », 2003 (consulté le 19 novembre 2007)
- Ann Thayer, « The Priestley Medal - 1989: George C. Pimentel (1922-1989) », Chemical & Engineering News,‎ 7 avril 2008 (lire en ligne, consulté le 17 septembre 2008)
- C. Bradley Moore, « George Claude Pimentel 1922-89 A Biographical Memoir », sur National Academy of Sciences, 2007 (consulté le 5 octobre 2018)
- « Guide to the George C. Pimentel Papers », sur The Bancroft Library

- (en) Cet article est partiellement ou en totalité issu de l’article de Wikipédia en anglais intitulé « George C. Pimentel » (voir la liste des auteurs).